# Chaetomitrium wheeleri
Chaetomitrium wheeleri là một loài Rêu trong họ Hookeriaceae. Loài này được Hampe ex Müll. Hal. mô tả khoa học đầu tiên năm 1896.